# Lipstick (Willow)
Lipstick è un singolo della cantante statunitense Willow, pubblicato il 25 giugno 2021 come secondo estratto dal quarto album in studio Lately I Feel Everything.

## Video musicale
Il video, in versione visual, è stato reso disponibile in concomitanza dell'uscita del brano sul canale YouTube della cantante.